# 艾森许滕施塔特
艾森许滕施塔特（德語：Eisenhüttenstadt，發音：[aɪzn̩ˈhʏtn̩ʃtat] ⓘ）是德国勃兰登堡州奥得-施普雷县的城市，面积63.48平方千米，2023年12月31日人口为24,447人。

## 历史
艾森许滕施塔特意为“炼钢厂之城”，于1961年11月13日由斯大林施塔特（Stalinstadt）和菲尔斯滕贝格（Fürstenberg）合并而成。
斯大林施塔特是为炼钢厂员工建立的住宅区，建于1950年夏。为纪念斯大林的去世，该住宅区于1953年5月7日被正式命名为“斯大林施塔特”，意为“斯大林城”。菲尔斯滕贝格是奧得河西岸的一座小城。1950年7月1日，市镇申弗利斯（Schönfließ）并入菲尔斯滕贝格。1961年11月13日，斯大林施塔特与菲尔斯滕贝格（含申弗利斯）合并为“艾森许滕施塔特”，新名称去掉了“斯大林”字眼。1993年12月6日，市镇迪洛并入艾森许滕施塔特。

## 友好城市
艾森许滕施塔特共与四座城市结为友好城市关系：
- 保加利亚 季米特洛夫格勒
- 法國 德朗西
- 波蘭 格沃古夫
- 德国 萨尔路易（1986年缔结友好城市关系，是第一对东西德之间的友好城市）